# 't Sluijsje
De voormalige buurtschap  't Sluijsje in het ambacht Rijswijk heeft een geschiedenis die teruggaat tot het graven van de Haagse Vliet en het Spui rond 1344. De ambachten Voorburg en Rijswijk lagen nog aan elkaar. De huidige lijn Hoefkade-Rijswijkseplein-Weteringkade-Schenkkade vormde toen de zuidgrens van Den Haag. Aan de overzijde van deze grens bevonden zich de ambachten Rijswijk en Voorburg. Toen de Vliet gegraven werd, is dit niet exact gebeurd op de grens van de twee ambachten. Men heeft de weg genomen met de minste hindernissen. Op deze wijze liep de Vliet nabij Den Haag voor honderd meter door Rijswijkambacht. Daar alles weiland was, heeft men zich in het verleden nimmer druk gemaakt over dit kleine stukje land. In de literatuur wordt de Vliet aangewezen als scheidslijn tussen het oude Voorburg- en Rijswijkambacht. De grenzen van 't Sluijsje zijn heden terug te vinden met de belendingen in het noorden: de Weteringkade; het oosten: de Scheepmakerstraat; het zuiden: het Trekvlietplein, waar op de plaats van de voormalige gasfabriek de Oude Veenmolen of Boontjesmolen heeft gestaan en in het westen: de Haagse Vliet.
Onderzoek heeft uitgewezen, dat de grens niet alleen over Rijswijkambacht liep, doch dat er tevens een Rijswijks gehucht is geweest op wat men de Voorburgse zijde van de Vliet noemde. Het gehucht was vernoemd naar het schutsluisje in de Schenkwetering ter hoogte van de Haagse Geleenstraat. Het sluisje of verlaat wordt reeds in 1458 genoemd. Rond 1957 is het ter ziele gegaan om plaats te maken voor wegverbreding.

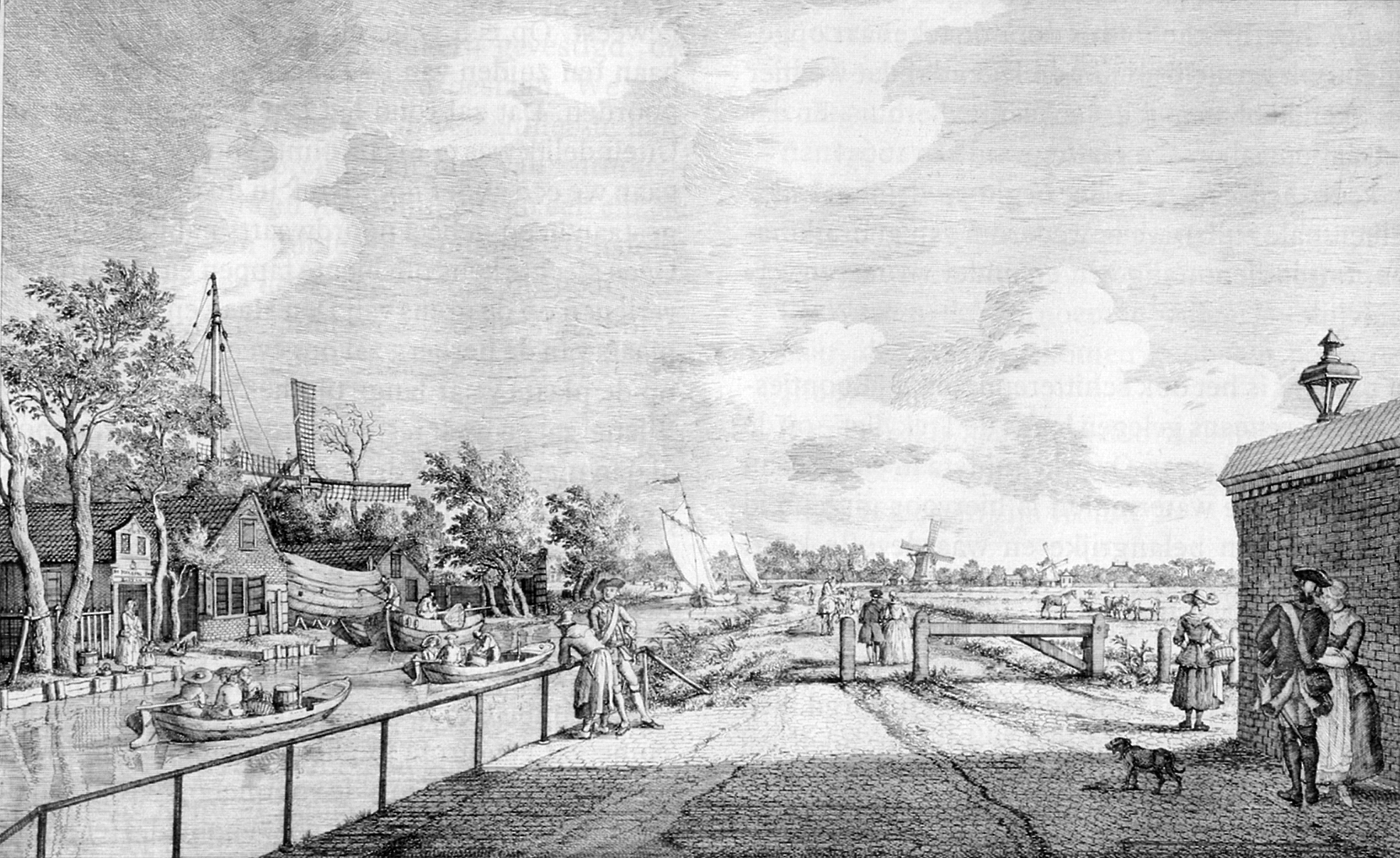
Zicht op 't Sluijsje vanaf het Zieken (ca. 1760). Van links naar rechts: 't Sluijsje aan de Haagvliet met de herberg Pas Buiten, de scheepswerf en daarachter de Oude Veenmolen. De Laakmolen. De Broekslootmolen. De muur van het Leprozenhuis.

In en rondom dit Rijswijkse gehucht was veel bedrijvigheid. Toen Johan IJsnoutsz van der Nesse het land in 1609 kocht van de erfgenamen van Frederik Bartholomeusz, was het aanvankelijk braakliggend land. Dit veranderde spoedig. In het begin van de 17e eeuw is de familie Lusthof de initiator om het land te pachten en er een scheepmakerij te plaatsen. De scheepmakerij bleek een schot in de roos te zijn op economische gebied. Een ideale locatie vlak bij de grens van Den Haag. De scheepmakerij zou er tot rond het jaar 1924 blijven bestaan, zij het in handen van diverse scheepmakerdynastieën. De scheepmakerij trok andere lieden en bedrijven aan.
Er kwam bedrijvigheid in de vorm van een kolfbaan. In 1750 waren er twee kolfbanen in de buurtschap gevestigd, waarvan een overdekte. De herberg Pas Buiten (op de grens met Den Haag) zorgde voor drank- en slaapgelegenheid. In het gehucht werd ook steeds meer land gesplitst en er kwamen vele gegoede lieden wonen op de plek schuin tegenover het voormalige leprozenhuis. Het was goed wonen in het Sluijsje, ver verwijderd van het Rijswijkse raadhuis.
Na de napoleontische tijd kwamen er bestuursproblemen. Het gehucht zat zonder bestuur. Rijswijk beweerde dat het niet meer van hen was, maar van Voorburg. Dat zorgde voor veel rebellie op het stukje land onder Den Haag. Niemand eiste het gebied op na 1811. De burgemeester van Den Haag wilde het stukje land annexeren, maar wist niet aan wie hij moet betalen. Een commissie hakte in 1834 de knoop door. Het gehucht werd overgedragen aan Voorburg, die het gelijk aan Den Haag mocht doorverkopen voor een bedrag van 1500 gulden.
Het gehucht bestaat niet meer, maar de Scheepmakersstraat in Den Haag herinnert er nog aan.